# Paraíso (Dominicaanse Republiek)
Paraíso is een gemeente (15.500 inwoners) aan de zuidkust van de Dominicaanse Republiek, in de provincie Barahona.
De plaats is ontstaan toen in de 18e eeuw de familie Paradí aan de oever een landhuis bouwde. Het grondgebied van de gemeente heeft de vorm van een ongelijkzijdige driehoek en ligt tussen de zee en de bergen. Rond 1850 werd het echt een nederzetting, onder de naam Paradí.
Paraíso ligt nabij de monding van de Nizaíto rivier. Er heerst een tropisch klimaat, dat veel regen kent. Het landschap rondom de plaats is bergachtig, met een rijke vegetatie. Er groeien veel fruit- en andere bomen. Paraíso heeft ook stranden, die uitermate geschikt zijn voor toerisme.

## Bestuurlijke indeling
De gemeente bestaat uit twee gemeentedistricten (distrito municipal):
Los Patos en Paraíso.